# Прапор Ауденарде
Прапор Ауденарде був офіційно затверджений муніципальною радою 29 червня 1992 року як муніципальний прапор східнофламандської комуни Ауденарде. 6 жовтня 1992 року він був підтверджений урядом Фландрії та остаточно опублікований 21 червня 1994 року в офіційному бельгійському державному віснику.

Офіційно прапор описується так: 
Шість однаково високих червоних і жовтих смуг із зображенням чорного лева, з червоними пазурами та язиком над усім.
Прапор повністю заснований на муніципальному гербі і тому виглядає абсолютно однаково. Лев взято з фламандського прапора.

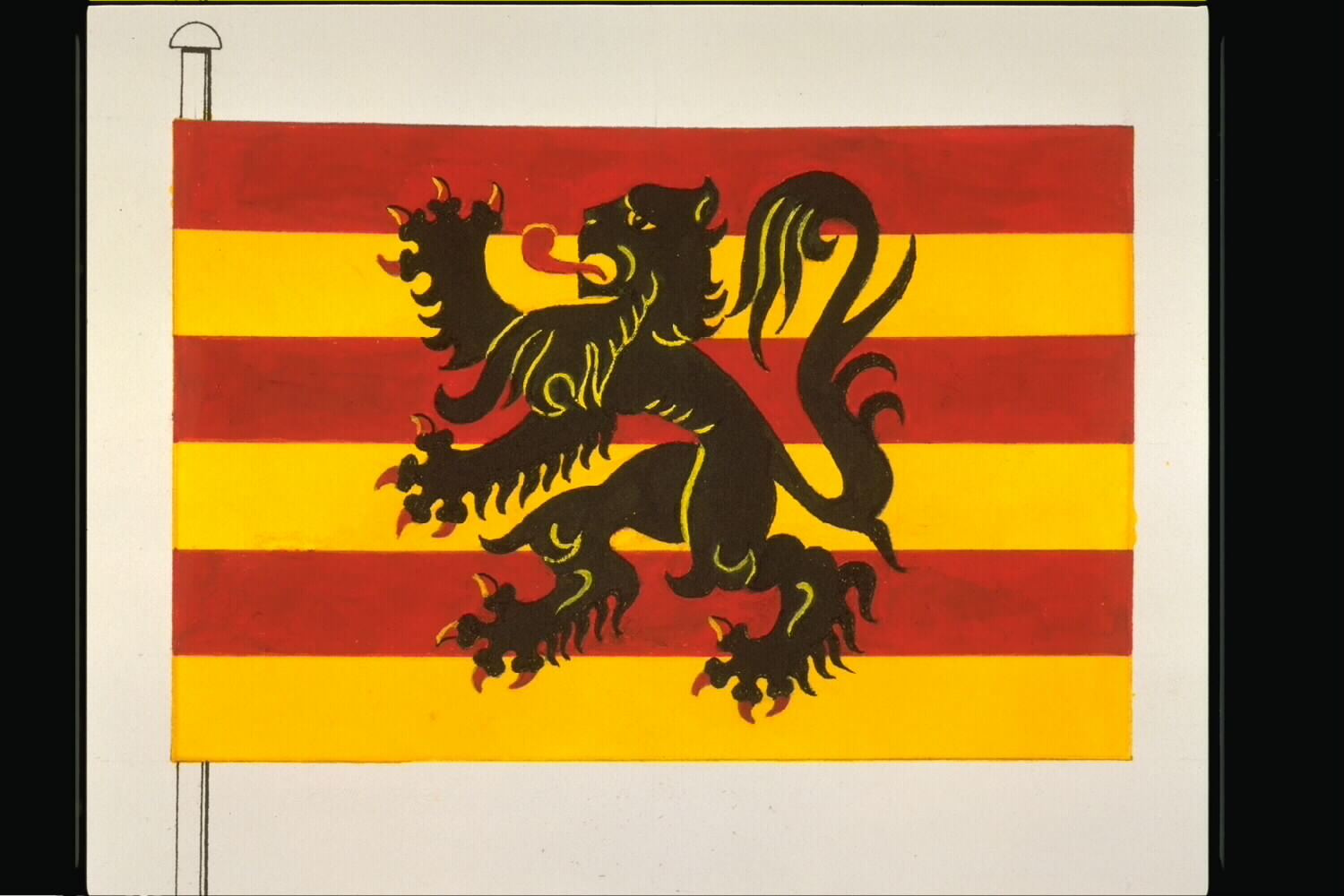
Офіційний малюнок прапора
Прапор Фландрії
Герб Ауденарде